# أساورة
أساورة كانت وحدة عسكرية تابعة للخلافة الراشدة ومن بعدها الدولة الأموية. تتكون من النبلاء الإيرانيين الذين كانوا في الأصل جزءًا من وحدات الأسواران في الجيش الساساني. تم حل الفرقة عام 703 من قبل الحجاج بن يوسف.

## أصل الكلمة
الكلمة مأخوذة من اللغة البهلوية أسوار ("فارس")، والتي بدورها مأخوذة من الكلمة الفارسية القديمة عصبارة، وفي اللغة الفرثية أسبار. 

## خلفية
أثناء الفتح الإسلامي لفارس، أرسل الإمبراطور الساساني يزدجرد الثالث (حكم من 632 إلى 651) 1000 فارس بقيادة سياه الأسواري للدفاع عن خوزستان. كان هؤلاء من أصل إيراني من أصفهان والمنطقة الواقعة بين أصفهان وخوزستان، وخدموا في وحدة الأسواران. أثناء فتح تستر (641-642)، انشقوا إلى الجيش الإسلامي واستقروا في البصرة، حيث تلقوا رواتبهم. علاوة على ذلك، اعتنقوا الإسلام وتحالفوا مع بني تميم في جنوب العراق.  

## التاريخ
بعد ذلك شاركوا في غزو بارس وكرمان وخراسان. واستمروا في الخدمة بعد قيام دولة بني أمية عام 661.  بعد عام واحد، أعاد الخليفة معاوية بن أبي سفيان (661-680) توطين بعض الأساورة في أنطاكية. وفقًا لابن الفقيه، كان زياد بن أبيه قد شيد لهم مسجدا في البصرة في أواخر ستينيات القرن السادس. 
خلال الفتنة الثانية، ساعد الأساورة قبيلة تميم في قتل والي البصرة مسعود بن عمرو (ت 684). انضم الأساورة لاحقًا إلى تمرد عبد الرحمن بن الأشعث، والذي استمر من 700 إلى 703. إلا أن ذلك جعل الحجاج بن يوسف يفكك الوحدة بتخفيض رواتبهم وإعادة توطينهم في مدن أخرى.  ورد ذكر بعض أحفادهم لاحقًا في بعض المصادر، مثل موسى بن سيار الأسواري،  الذي كان تلميذ الحسن البصري.